# Wolfgang Eick
Wolfgang Eick (* 18. August 1952 in Herford) ist ein deutscher Jurist und war bis zum Eintritt in den Ruhestand Vorsitzender des 7. Zivilsenats des Bundesgerichtshofs.

## Leben
Wolfgang Eick wurde 1952 geboren; er war Richter und Staatsanwalt in Würzburg, hauptamtlicher Arbeitsgemeinschaftsleiter für Rechtsreferendare in Würzburg, Richter am OLG Bamberg und Vizepräsident des Landgerichts Bamberg. Seit 2007 ist er Mitglied des u. a. für Bausachen zuständigen VII. Zivilsenats des BGH; er war zudem Pressesprecher des Bundesgerichtshofs in Zivilsachen von 2008 bis 2012; ab 2012 war er stellvertretender Vorsitzender des VII. Zivilsenats. Er ist am 28. Februar 2018 in den Ruhestand eingetreten.

## Referententätigkeit
Seit 2008 hält Wolfgang Eick Vorträge für diverse Veranstalter, u. a. für den DAV und DAA, die Deutsche Gesellschaft für Baurecht, die ARGE Baurecht, die ARGE Mietrecht und Immobilien im DAV, die ESWiD, den Evangelischen Bundesverband für Immobilienwesen.

## Ausrichtung
Wolfgang Eick gilt als moderater Reformer. Seine bisherige Tätigkeit als Vorsitzender des VII. Zivilsenats des Bundesgerichtshofs scheint darauf hinzudeuten, dass Wolfgang Eick sich darum bemüht, die Rechtsprechung in Bausachen, die unter seinen Vorgängern in wesentlichen Fragen zu einer Sondermaterie entwickelt wurde, die nur noch von Baurechtsexperten beherrscht wird, behutsam wieder stärker auf allgemeine Grundsätze des Zivilrechts zurückzuführen.